# Kurima
Kurima est un village de Slovaquie situé dans la région de Prešov.

## Histoire
Première mention écrite du village en 1270.

## Démographie

### Évolution de la population
| Année:               | 1994. | 2004.   | 2014.   | 2024.   |
| -------------------- | ----- | ------- | ------- | ------- |
| Nombre de personnes: | 1033  | 1072    | 1127    | 1125    |
| Différence:          |       | +3,77 % | +5,13 % | -0,17 % |

| Année:               | 2023. | 2024.   |
| -------------------- | ----- | ------- |
| Nombre de personnes: | 1111  | 1125    |
| Différence:          |       | +1,26 % |